# Chelidonura sabina
Chelidonura sabina är en snäckart som beskrevs av Er. Marcus och Ev. Marcus 1970. Chelidonura sabina ingår i släktet Chelidonura och familjen Aglajidae. Inga underarter finns listade i Catalogue of Life.